# Acanthoneuropsis laticeps
Acanthoneuropsis laticeps är en tvåvingeart som först beskrevs av Günther Enderlein 1922.  Acanthoneuropsis laticeps ingår i släktet Acanthoneuropsis och familjen bredmunsflugor. Inga underarter finns listade i Catalogue of Life.